# Blazer

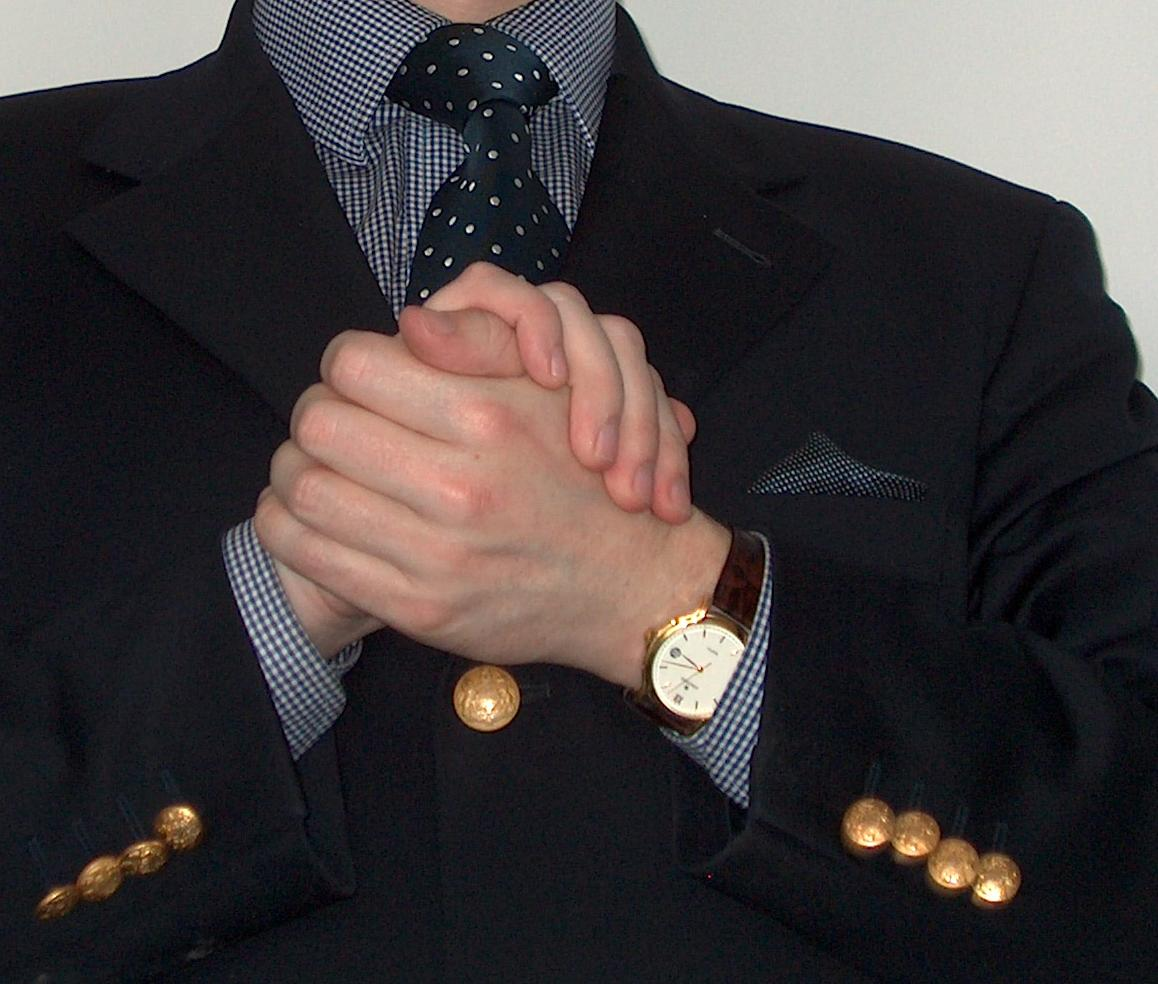
Um blazer azul-marinho, estilo reefer, trespassado, adornado com botões de latão

O blazer (/ˈblêɪ.zər/) é um tipo de casaco semelhante a um paletó que tem um corte/tecido mais casual, considerado também um tipo de jaqueta com corte mais formal e que tem cor diferente da calça (não combinando). É feito sob medida com tecidos de cor sólida e, frequentemente possuem botões de metal no estilo naval para refletir sua origem como casacos usados por membros de clubes náuticos. Originou-se da vestimenta vermelho do clube de remo "Lady Margaret Boat Club" (1825).
O tecido de um blazer geralmente é durável, pois é destinado ao uso ao ar livre. Blazers frequentemente fazem parte de um uniforme que indica, por exemplo, os funcionários de uma companhia aérea, alunos de uma escola específica, membros de clubes esportivos ou atletas de uma determinada equipe.

## Uso

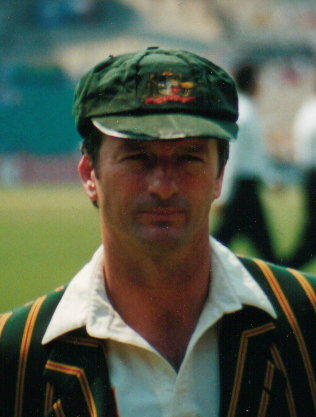
O jogador de críquete australiano Steve Waugh usando boné de críquete verde largo e blazer listrado estilo universitário nas cores nacionais da Austrália

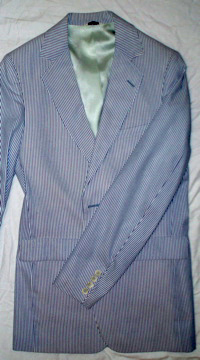
Um blazer listrado, normalmente usado nas universidades da American Ivy League e por alguns participantes da Henley Regatta

Blazers são usados com uma ampla variedade de roupas, desde uma camisa social e gravata até uma camisa polo de gola aberta, polo de gola aberta, ou até mesmo uma camiseta de cor lisa. Eles são combinados com calças de todas as cores e tecidos, desde o clássico algodão ou linho branco, até flanela cinza, sarja marrom ou bege, e também jeans.
Um blazer azul-marinho ajustado, de corte clássico e com botões no estilo naval, é um design popular e às vezes chamado de blazer "reefer". Especialmente na América do Norte e no Reino Unido, ele é frequentemente usado em trajes casuais de negócios.

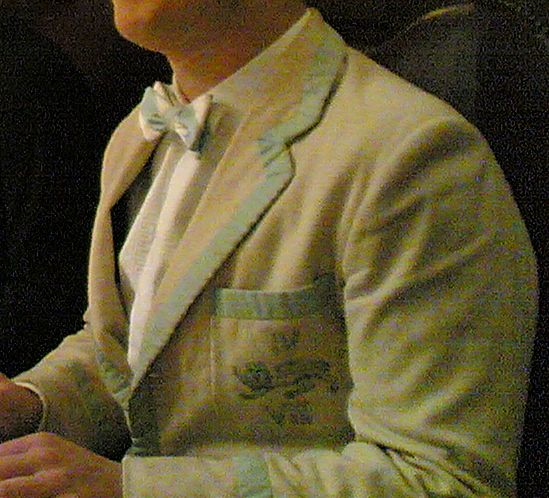
Um blazer meio azul da Cambridge University Rifle Association

Blazers, em uma ampla variedade de cores, são usados como parte do uniforme escolar por muitas escolas da Commonwealth e ainda são usados diariamente pela maioria dos alunos uniformizados na Grã-Bretanha, Irlanda, Austrália, Nova Zelândia e África do Sul. Esses são blazers no sentido tradicional: de um só peito e frequentemente de cores vivas ou com debrum. Esse estilo também é usado por alguns clubes de remo, como os de Cambridge ou Oxford, sendo a versão com detalhes contrastantes usada apenas em ocasiões especiais, como um jantar do clube de remo. Nesse caso, o debrum está nas cores da faculdade e são usados botões do colégio. Esse estilo tradicional pode ser visto em muitos filmes ambientados na era eduardiana, como Kind Hearts e Coronets.
Quando o blazer faz parte do traje de uma escola, faculdade, clube esportivo ou associação regimental de serviço armado (organização de veteranos), é comum que um distintivo seja costurado no bolso do peito. Nas escolas, esse distintivo pode variar de acordo com a posição do aluno na escola: ser membro da escola primária ou secundária, ser monitor ou ter recebido cores em reconhecimento a uma conquista específica em algum campo acadêmico ou esportivo. Na Commonwealth, muitas associações regimentais usam "blazers regimentais", que também exibem um distintivo semelhante no bolso do peito, geralmente na forma de um distintivo metálico e, às vezes, também botões de blazer regimentais.
No exército britânico, os oficiais geralmente não usam distintivos em seus blazers (ou jaquetas de barco). Dois blazers regimentais raramente serão iguais, pois eles são adquiridos de diferentes fornecedores civis e não são emitidos por nenhuma autoridade. Isso ocorre porque os membros da associação não são mais pessoal em serviço, mas civis, embora ainda mantenham o vínculo que o distintivo representa. A cor padrão é azul-marinho, embora em algumas associações sejam usadas cores diferentes, como o verde espingarda para as associações de regimentos de fuzileiros.
Blazers, que costumavam ser usados comumente em esportes tradicionais "de cavalheiros" ou ao comparecer a esses eventos, agora persistem apenas em alguns jogos, como o uso ocasional por jogadores de tênis ou no críquete, onde em partidas profissionais, como test matches internacionais, é considerado costumeiro o capitão usar um blazer com o logotipo da equipe ou brasão nacional no bolso do peito, pelo menos durante o sorteio inicial da partida.
Dois eventos esportivos em que os blazers significam vitória são a Congressional Cup Regatta, no Long Beach Yacht Club, na Califórnia, e o torneio de golfe Masters, realizado em Augusta, na Geórgia. No primeiro evento, é concedido um blazer vermelho ao vencedor da regata, enquanto no segundo é concedido um blazer verde ao vencedor do Masters.

## História
O termo indumentário blazer originou-se dos "blazers" vermelhos do Lady Margaret Boat Club (1825), o clube de remo do St. John's College (da Universidade de Cambridge). Os casacos do clube Lady Margaret eram chamados de blazers por causa do tecido vermelho brilhante, e o termo sobreviveu ao uso original do casaco vermelho. Walter Wren, um escritor do London Daily News (22 de agosto de 1889) comentou que "No seu artigo de hoje... você fala de 'um blazer listrado vermelho e preto', 'o blazer', também de 'os tons pálidos'... Um blazer é o casaco vermelho de flanela usado pelo Lady Margaret, St. John's College, Cambridge, Boat Club. Quando eu estava em Cambridge, isso era o que significava, e nada mais. Parece pelo seu artigo que agora um blazer significa um casaco colorido de flanela, seja para críquete, tênis, remo ou uso à beira-mar". 

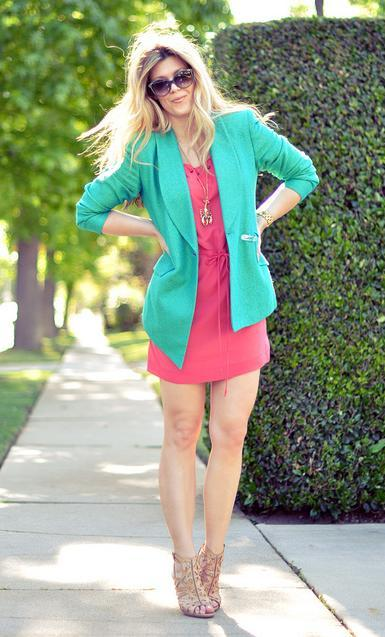
Uma mulher vestindo um blazer verde azulado

Esses primeiros blazers eram semelhantes aos blusões esportivos posteriores, mas esse termo nunca se referiu a blazers, descrevendo em vez disso jaquetas derivadas da inovação posterior de usar jaquetas diferentes para esportes terrestres. Alegações de que o nome deriva do HMS Blazer não são confirmadas por fontes contemporâneas, embora seja relatado que, antes da padronização do uniforme na Marinha Real Britânica, a tripulação do HMS Blazer usava "casacos listrados azul e branco",  aparentemente em resposta aos marinheiros do HMS Harlequin sendo vestidos em trajes de arlequim.  Até 1837, a tripulação do bote do HMS Blazer estava vestida pelo seu capitão com jaquetas listradas azuis e brancas, e é a partir daí que a palavra blazer, significando uma jaqueta listrada, entrou para o vocabulário.  
A jaqueta reefer era de origem naval e descrevia a jaqueta curta trespassada usada pelos marinheiros em condições climáticas adversas, quando realizavam tarefas como reefing as velas. São os descendentes dessa jaqueta que agora são comumente descritos pelo termo blazer. Originalmente com botões de chifre preto, essas jaquetas evoluíram para o moderno blazer escuro, agora simples e também trespassado, e com botões metálicos.
Os blazers listrados se tornaram populares entre os Mods britânicos no início dos anos 1960 e novamente durante o resurgimento do Mod no final dos anos 1970 especialmente em combinações de listras de três cores grossas/finas, com frente única de três botões, aberturas laterais ou centrais de cinco ou seis polegadas e punhos com múltiplos botões. Várias fotos de 1964 e 1965 mostram mods de Londres usando blazers náuticos. Fotos dos ícones mod The Who de 1964 (como High Numbers ) mostram Pete Townshend, Keith Moon e John Entwistle vestindo blazers náuticos. Outra banda mod, Small Faces, e outras bandas apreciadas pelos mods - como The Rolling Stones, The Beatles, The Kinks, Georgie Fame and the Blue Flames, The Animals, The Yardbirds, The Moody Blues e The Troggs - tinham membros da banda usando blazers/jaquetas náuticas listradas, ou mais tarde, blazers de cores vivas com bordas brancas largas ou outras cores claras. Esses blazers posteriores geralmente tinham botões não metálicos, às vezes na mesma cor da borda. O estilo anterior de blazers listrados pode ser visto no filme Quadrophenia. O estilo posterior, brilhante, de blazer foi adotado carinhosamente por Austin Powers como parte de seu visual Swinging-London.[carece de fontes?]
No final dos anos 2000, o blazer foi adotado como uma tendência de moda popular entre as mulheres, frequentemente com comprimentos mais curtos, mangas dobradas, diversos tipos de lapelas e cores vibrantes.